# Skrz.cz
Skrz.cz je český online vyhledávač dovolené, který vznikl v roce 2010. Dnes na něm najdete přehledně zobrazené nabídky od desítek cestovních kanceláří, agentur, slevových serverů a bookingových platforem.

## Hlavní činnost
Skrz.cz je vyhledávač dovolené, který na svém webu shromažďuje desítky tisíc nabídek od různých partnerů. To vše za jediným cílem - mít pro zákazníky veškeré typy nabídek přehledně na jednom místě. K nejvýznamnějším partnerům patří Fischer, Slevomat, Travelking, Čedok, SlevaDne, CK Metal a České Kormidlo.
Celý systém je plně automatizovaný a řízený přes data, kterých je získáváno velké množství.

## Historie
Firmu Skrz.cz založil v srpnu 2010 Martin Talavášek a pasoval ji do pozice prvního agregátoru slev v České republice, který zákazníkům ulehčoval najít výhodné nabídky ve městě. O rok později, v květnu 2011, se projekt Skrz spojil se slevovým agregátorem Robox.cz Petra Kováčika. Aby si firma Skrz.cz zachovala post lídra na trhu slevových agregátorů a nadále mohlo docházet k jejímu dalšímu rozvoji, poskytla firma Melker Media, s.r.o. své technické zázemí projektu Skrz.cz. Z víkendového programování Martina Talaváška se za 6 let stala pod vedením Petra Kováčika profesionální a finančně zdravou firmou.
Zásadním rozhodnutím bylo navázání spolupráce s Ondřejem Raškou a internetovou společností Miton, která od svého vzniku v roce 2000 podpořila desítky projektů. Právě Miton se kromě funkce finančního investora stal v roce také mentorem, jenž dokázal předat know-how jiných e-commerce projektů a posunout dopředu směr a přemýšlení o budoucnosti Skrz.cz.
Na jaře 2012 firma své portfolio rozšířila o databázi akčních letáků obchodů a e-shopů. Od roku 2014, kdy firma spustila novou inzertní platformu MujSkrz.cz, začala spolupracovat i se samotnými e-shopy, mezi které patřily například Kasa.cz, Okay, Jena-nábytek, Sconto, Möbelix, UrbanStore.cz.
V srpnu 2017 byl Skrz.cz, společně s českým Slevomatem a slovenským Zľavomatem, koupen britskou skupinou Secret Escapes. Tato společnost s globálním přesahem se zaměřuje především na luxusní dovolené a pobyty ve špičkových hotelech.
V roce 2019 nahradil Matěj Dvorský dosavadního ředitele a zakladatele Skrz.cz Petra Kovačika.
V současné době se Skrz.cz zaměřuje primárně na segment cestování a nabízí přes 22 000 pobytů, zájezdů a ubytování nejen v Česku, ale i v zahraničí. Jen za rok 2019 vzrostl obrat o polovinu ze 600 na 900 milionů korun. Počet prodaných zájezdů vyrostl z 8 na 22 tisíc.

## Dobročinné aktivity a spolupráce
Skrz.cz v roce 2012 podpořil cestovatelský koncept Dana Přibáně a celého jeho týmu s názvem Transtrabant, a to konkrétně ve výpravě “Trabantem napříč Jižní Amerikou”.

## Další aktivity

### Kampaň Sirény
Zákaznicky přívětivou se stala kampaň Sirény, která každou první středu v měsíci, za zvuků zkušebních sirén, spustila v pravé poledne tematický výběr nabídek s prověřenými slevami. Úspěch slavily Sirény i u odborné poroty Křišťálové Lupy 2017 (Cena českého internetu), kde se v kategorii Marketingová inspirace tato kampaň umístila na 4.–5. místě.

### Práce s tematickým obsahem
Od října roku 2014 se Skrz.cz zaměřuje také na práci s obsahem a vybírá tematicky zaměřené nabídky, nazývané Skrz Tipy, pro své uživatele a inspiruje je k cestování a výletům po České republice i v zahraničí.

### #skrzČesko
Během koronavirové krize v roce 2020, kdy bylo omezené cestování do zahraničí, vznikl projekt #skrzČesko, který měl primárně za úkol podpořit českou ekonomiku a tuzemský cestovní ruch a dále motivovat Čechy k objevování krásných míst v republice. To vše bylo doplněné o soutěže, spolupráci s influencery a všemi, kteří chtěli svým cestováním po Česku inspirovat ostatní k výletům.